# Trattato sino-sovietico di amicizia, alleanza e mutua assistenza
Il Trattato sino-sovietico di amicizia, alleanza e mutua assistenza fu un trattato stipulato tra la Repubblica Popolare cinese di Mao Zedong, affiancato dal diplomatico Zhou Enlai, e il leader del PCUS Iosif Stalin il 14 febbraio 1950.

## Storia
L'alleanza prevedeva la mutua difesa tra i due firmatari, l'annullamento delle concessioni ottenute dai sovietici dal governo nazionalista cinese alla Conferenza di Jalta e la concessione alla Repubblica Popolare cinese di un prestito di 300 milioni di dollari che sarebbero stati in seguito restituiti sotto forma di materie prime.
Esso venne firmato nella consapevolezza della Cina comunista di dover ricercare ad ogni costo una protezione sovietica vista la posizione ostile degli Stati Uniti, dove, in seguito alla fuga del capo del governo nazionalista cinese Chiang Kai-shek sull'isola di Formosa (Taiwan), esplosero le tendenze ultraconservatrici anticomuniste.